# Hrejkovice
Hrejkovice (deutsch Hrejkowitz) ist eine Gemeinde in Tschechien. Sie liegt sechs Kilometer nordwestlich von Milevsko und gehört zum Okres Písek.

## Geographie
Hrejkovice befindet sich im Westen der zum Mittelböhmischen Hügelland gehörigen Milevská pahorkatina. Das Dorf liegt im Tal des Baches Hrejkovický potok, der nördlich des Ortes im 23 Hektar großen Teich Hrejkovický rybník gestaut wird. Gegen Westen liegt der Teich Jezero (10 ha), dahinter erstreckt sich das Waldgebiet Sobědražský les. Durch Hrejkovice verläuft die Staatsstraße I/19 zwischen Milevsko und Březnice. Nordöstlich erhebt sich der Na Brdech (546 m), im Südwesten der Chlum (552 m), westlich der U Pomníku (513 m) und im Nordwesten die Koška (514 m).
Nachbarorte sind Žebračí, Pechova Lhota und Mlýn Kotaška im Norden, Níkovice und Dmýštice im Nordosten, Budák, Dvůr Jenišovice, Přeborov und Spálená im Osten, Boukal, Milevsko und Zbelítov im Südosten, Chlumek, Osek und Velká im Süden, Laciny, Chlum, Olšičky, Kučeř und Jickovice im Südwesten, Sobědraž im Westen sowie Bohuslavina, Hamersko, Zahrádka, Přílepov, Vlči, Nováčik, U Košky und Kotýřina im Nordwesten.

## Geschichte
Die erste Erwähnung erfolgte 1216 in einer Bestätigungsurkunde des Prager Bischofs Andreas von Guttenstein über einen Gütertausch zwischen Bischof Heinrich Břetislav und Georg von Mühlhausen sowie die Überlassung der Dörfer Hrejkovice, Dobrotěšice (wahrscheinlich Dobrošov) und Mimoňovice (wahrscheinlich Níkovice) an das neue Prämonstratenserkloster Mühlhausen im Jahre 1184. Das Dorf wurde ursprünglich als Grajkovice und Graycovice, später als Reykovice bzw. Rejkovice bezeichnet. Das Kloster Mühlhausen wurde am 23. April 1420 durch die Hussiten zerstört. 1421 wurde Matěj Brus von Kovářov für seine treuen Dienste während der Verteidigung der Burg Karlštejn mit mehreren Gütern, darunter auch Hrejkovice belohnt. Nachfolgende Besitzer waren ab 1448 Machna Brusová von Kovářov und ab 1455 Jan Předbor von Radešín. Dieser verkaufte Hrejkovice 1461 an Johann von Rosenberg. Heinrich V. von Rosenberg, der die überschuldeten Güter 1472 übernommen hatte, verkaufte am 28. September 1473 ein Viertel der Besitzungen des Hauses Rosenberg, seinem Vetter Bohuslav V. von Schwanberg. Nachdem Christoph von Schwanberg 1534 verstorben war, erfolgte 1540 eine Teilung der Herrschaft Klingenberg, wobei sein zweitältester Sohn Johann von Schwanberg die Herrschaft Mühlhausen erhielt und die Feste Kovářov zu seinem Sitz machte. Georg von Schwanberg teilte 1584 einen Teil der Klingenberger und Mühlhausener Güter, darunter auch Hrejkovice, der Herrschaft Worlik zu. Nach der Schlacht am Weißen Berg wurde der Nachlass des Peter von Schwanberg konfisziert und 1622 die Eggenberger Besitzer der Herrschaft Worlik. Nachdem 1717 die Eggenberger im Mannesstamme erloschen, erbte das Haus Schwarzenberg deren Besitzungen. Im Jahre 1837 bestand Hreykowitz bzw. Regkowitz / Hregkowice aus 34 Häusern mit 297 Einwohnern. Im Ort gab es eine Mühle. Abseits lag das einschichtige Häuschen Lhota bzw. Lokotka (Žebračí). Pfarrort war Mühlhausen. Der Schulunterricht fand bis 1837 in Dmýštice, danach wurde in Hreykowitz in angemieteten Räumlichkeiten unterrichtet. 1848 wurde ein eigenes Schulhaus bezogen. Bis zur Mitte des 19. Jahrhunderts blieb das Hreykowitz der Fideikommissherrschaft Worlik samt den Allodialgütern Zalužan, Zbenitz und Bukowan untertänig.
Nach der Aufhebung der Patrimonialherrschaften bildete Hrejkovice mit der Ansiedlung Chlumek ab 1850 eine Gemeinde in der Bezirkshauptmannschaft Písek und dem Gerichtsbezirk Mirovice. Das Schulhaus erwies sich bald für die wachsende Zahl der Kinder in Hrjkovice und Chlumek als zu klein; 1895 wurde ein neues Schulgebäude bezogen. Die Freiwillige Feuerwehr bildete sich 1896. Ab 1919 gehörte die Gemeinde zum Okres Milevsko. 1921 lebten in den 72 Häusern von Hrejkovice 415 Personen. Im Zuge der Bodenreform wurde 1924 der Hof Jenišovice an die Bewohner von Hrejkovice, Níkovice, Dmýštice und Něžovice parzelliert. Im Jahre 1930 bestand Hrejkovice aus 84 Häusern und hatte 441 Einwohner. Im Zuge der Aufhebung des Okres Milevsko wurde Hrejkovice Ende 1960 wieder dem Okres Písek zugeordnet. Die Ansiedlung Chlumek erhielt 1961 den Status eines Ortsteiles. Níkovice wurde am 26. November 1971 und Pechova Lhota am 1. Jänner 1976 eingemeindet.

## Gemeindegliederung
Die Gemeinde Hrejkovice besteht aus den Ortsteilen Chlumek, Hrejkovice (Hrejkowitz), Níkovice (Nikowitz) und Pechova Lhota (Pech Lhota) sowie den Einschichten Budák und Žebračí (Lokotka).

## Sehenswürdigkeiten

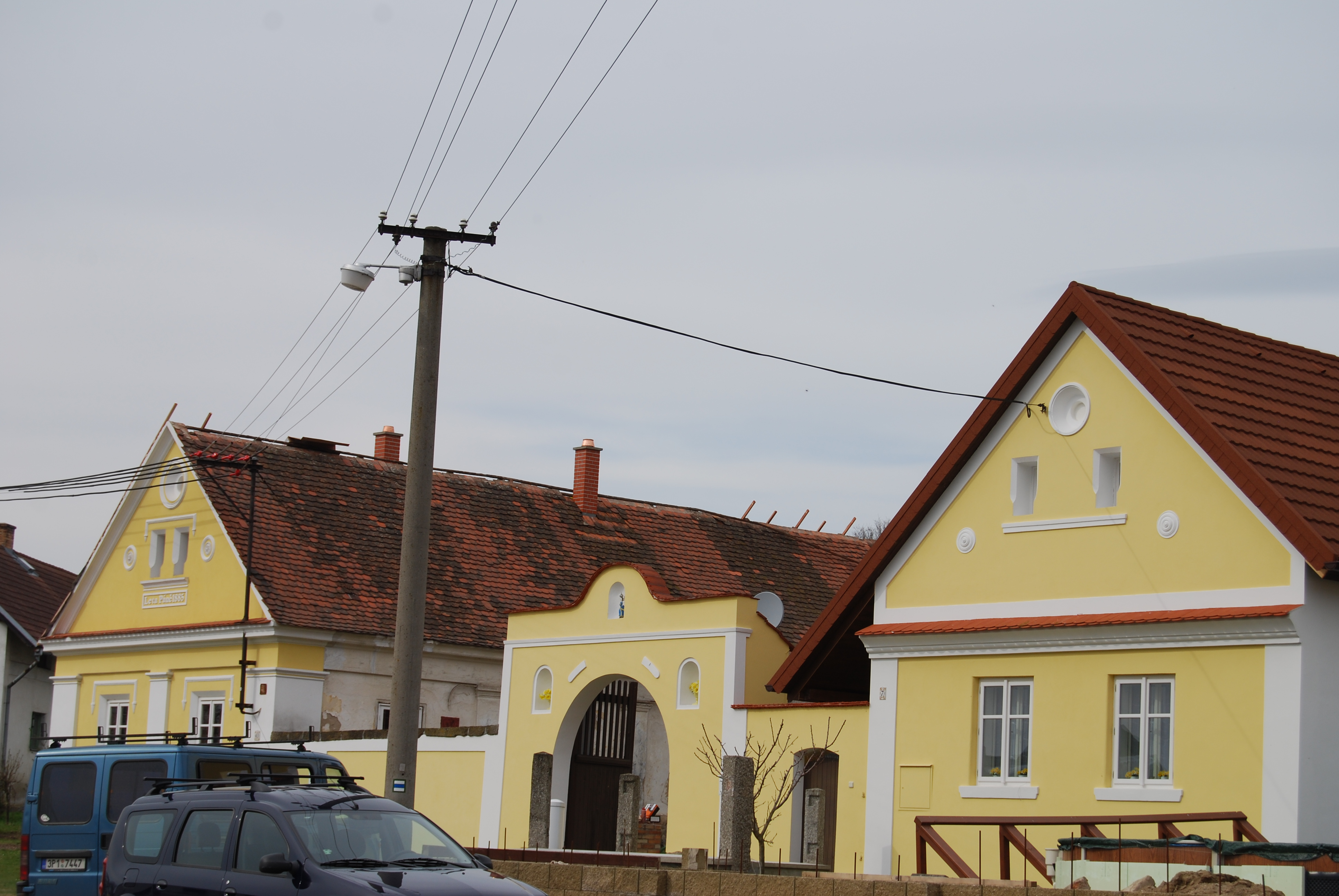
Gehöft in Níkovice

- Kapelle des hl. Johannes des Täufers am Dorfplatz von Hrejkovice, erbaut 1866
- Kapelle der Heiligen Familie am Dorfplatz von Níkovice, errichtet 1898
- Kapelle der Jungfrau Maria und des hl. Wenzel auf dem Dorfplatz von Pechova Lhota
- Kapelle der Jungfrau Maria von Lourdes und des Schutzengels auf der Vinice bei Pechova Lhota
- Nischenkapelle des hl. Johannes von Nepomuk in Pechova Lhota, erbaut 1946
- Gemauerter Glockenturm in Chlumek
- Gehöfte im südböhmischen Bauernbarockstil
- Denkmal für die Gefallenen des Ersten Weltkrieges in Hrejkovice, es wurde 1927 vom Steinmetz František Zelenka nach dem Vorbild des Denkmals in Lety geschaffen.
- Mehrere Wegkreuze

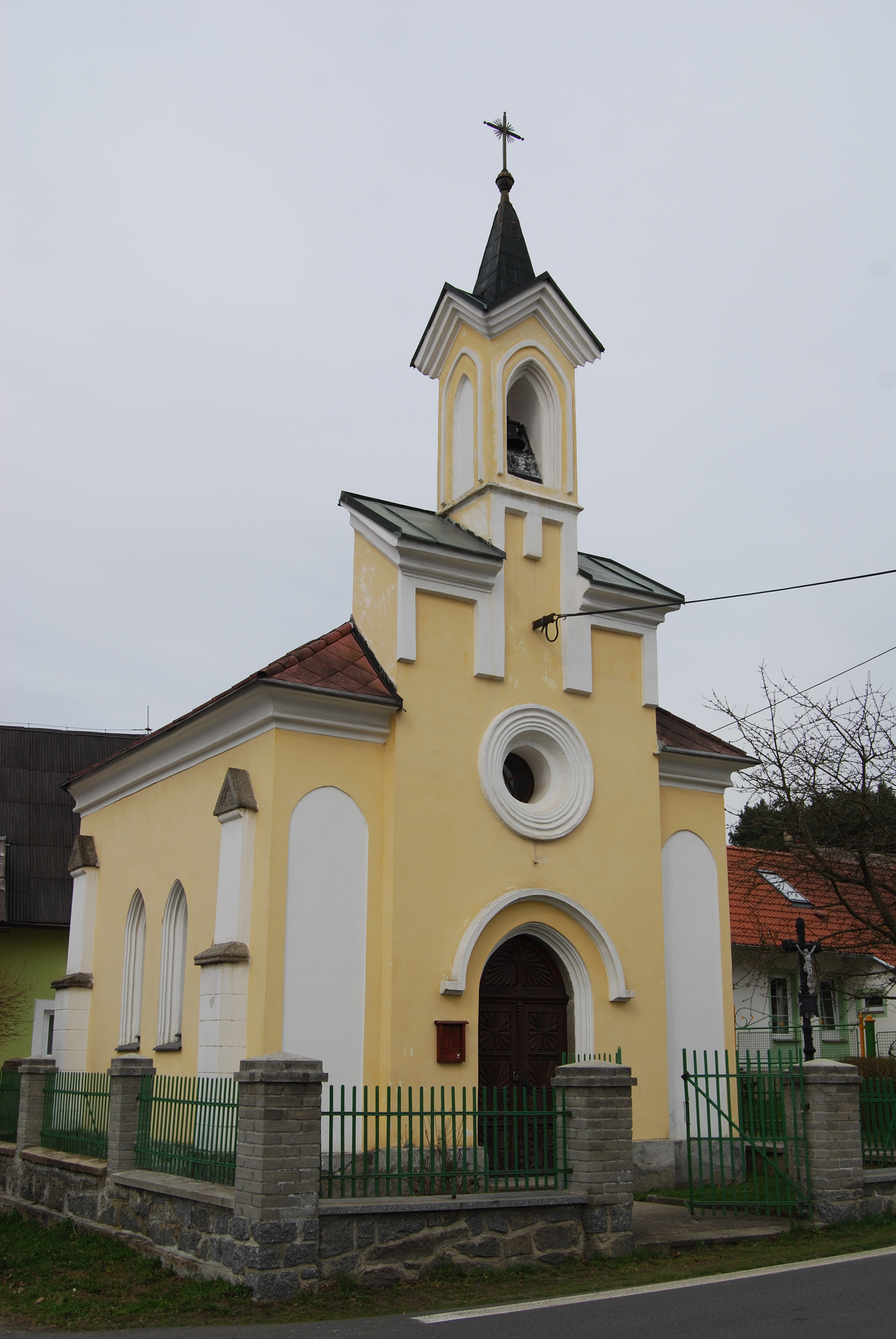
Kapelle des hl. Johannes des Täufers in Hrejkovice
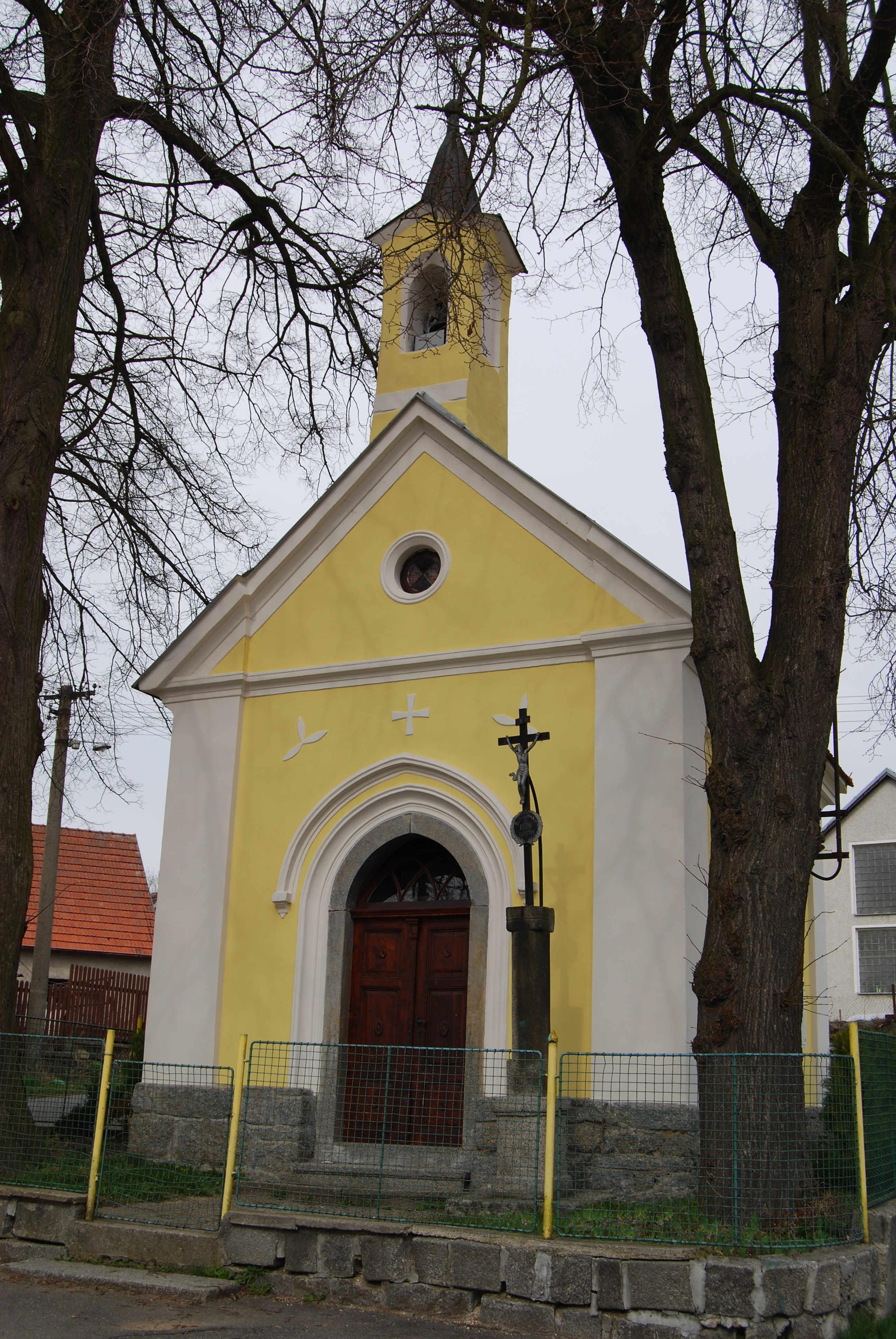
Kapelle der Heiligen Familie in Níkovice
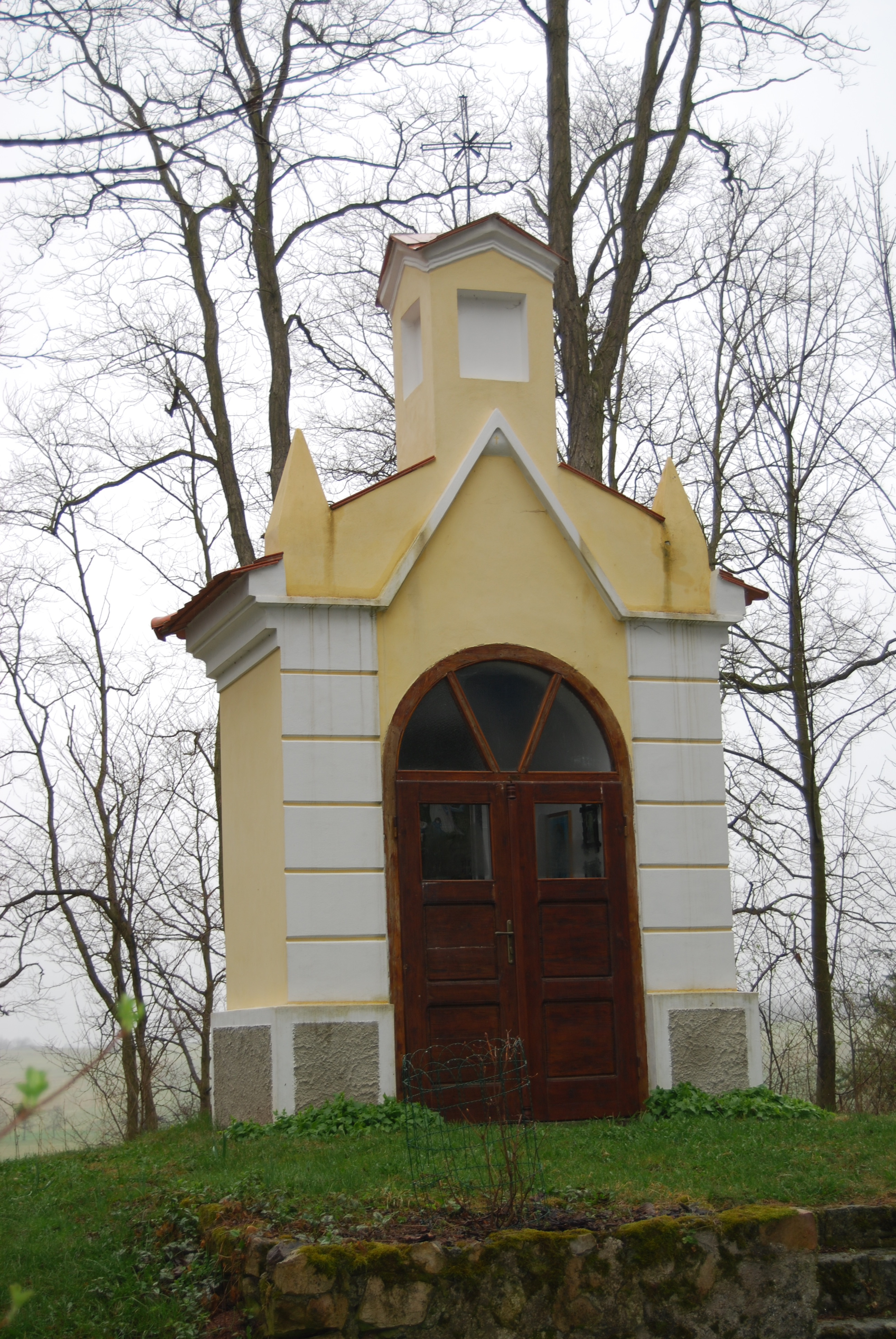
Kapelle der Jungfrau Maria von Lourdes und des Schutzengels bei Pechova Lhota
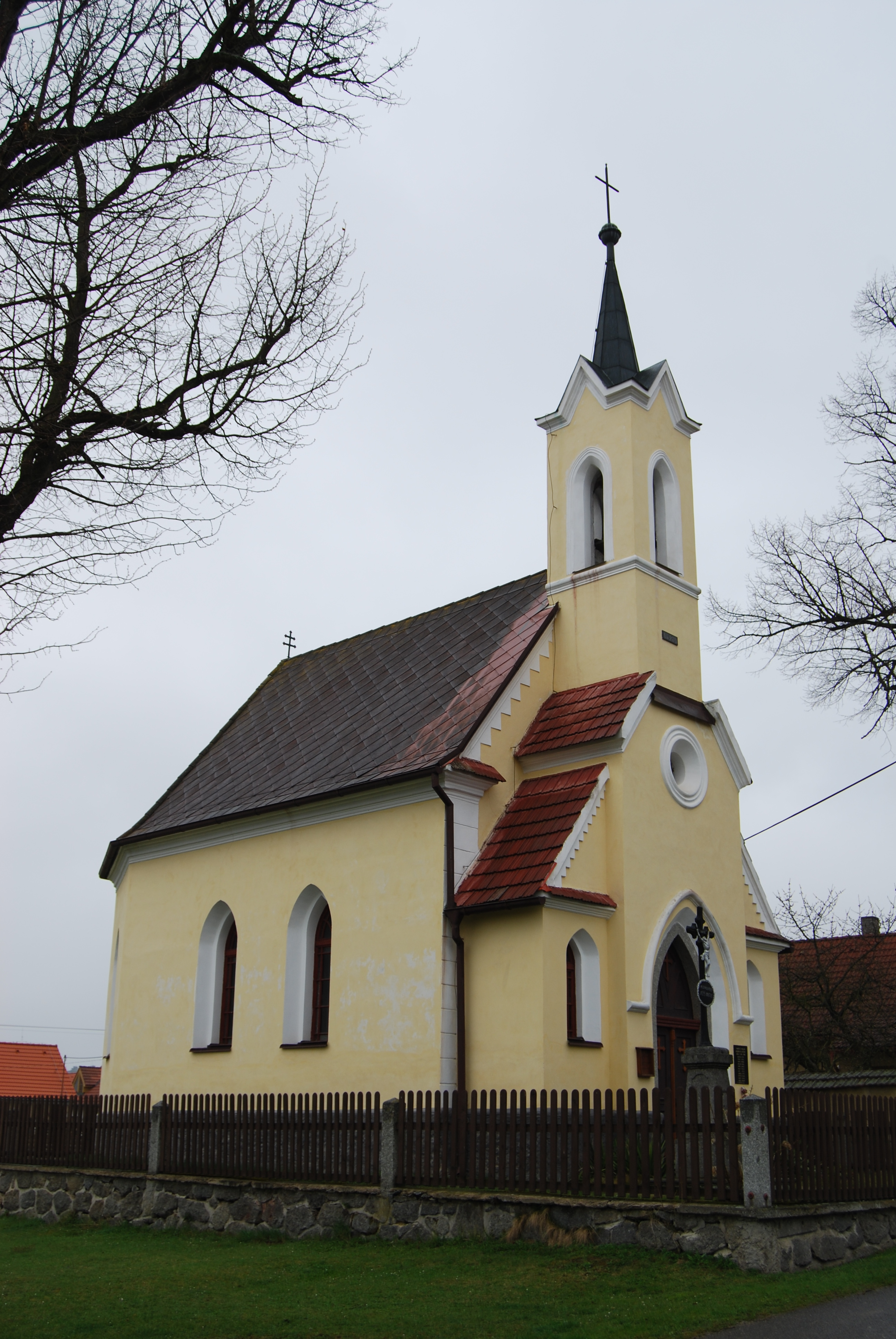
Kapelle der Jungfrau Maria und des hl. Wenzel in Pechova Lhota
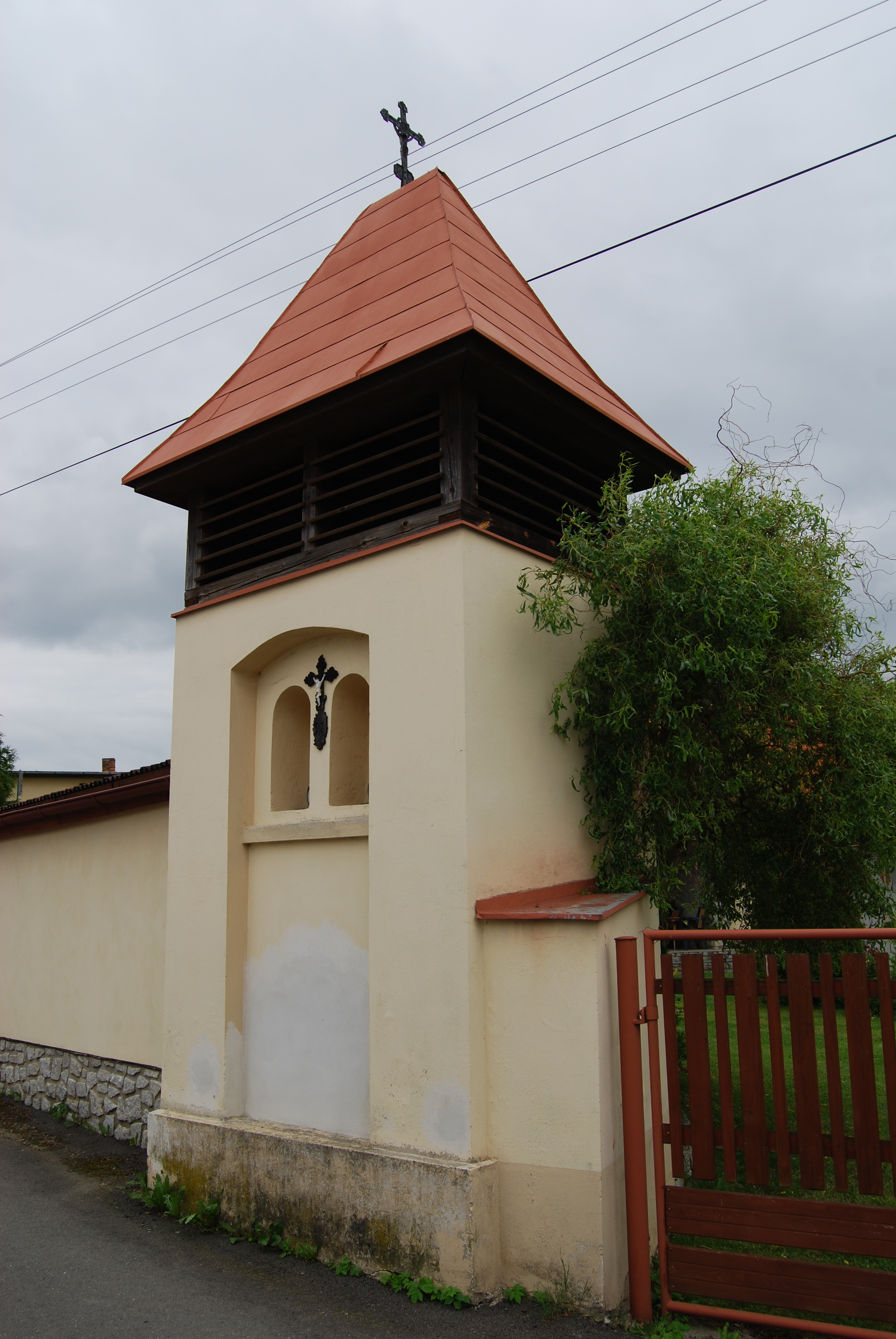
Glockenturm in Chlumek

## Söhne und Töchter der Gemeinde
- Ota Dubský (1886–1956), Romanist, Übersetzer und Autor von Französischwörterbüchern. Sein Bruder war der Archäologe Bedřich Dubský (1880–1957). Die Familie Dubský lebte von 1880 bis 1899 in Hrejkovice.